# USS Gleaves (DD-423)
L’USS Gleaves (DD-423) est un destroyer de classe Gleaves de l'United States Navy.
C'est le seul navire à avoir porté le nom d'Albert Gleaves, amiral américain de la Première Guerre mondiale.

## Histoire
Après un exercice peu après sa mise en service, le Gleaves opère au large de la côte atlantique et dans les eaux des Caraïbes jusqu'à son retour à Boston le 19 mars 1941 pour se préparer au service d'escorte de convoi. Il quitte Newport pour son premier voyage le 23 juin 1941 et voit son convoi arriver sans encombre en Islande. Après avoir patrouillé dans les eaux islandaises pendant un certain temps, il revient à Boston le 23 juillet.
Par la suite, le Gleaves effectue quatre autres voyages en convoi en Islande, en Irlande et en Afrique du Nord, protégeant le flux vital de fournitures vers l'Europe. Au fur et à mesure que le rythme des attaques sous-marines allemandes augmente, il effectue de plus en plus d'attaques sur les U-boots, mais n'en coule aucun. Les 11 et 12 mai 1942, malgré les efforts du Gleaves et des autres navires d'escorte, sept navires du convoi ON 92 sont perdus dans deux attaques distinctes par la meute de loups Hecht (en).
Après son retour à Boston le 31 mars 1942, le Gleaves part le 10 mai pour participer aux débarquements alliés en Sicile. Après s'être engagés dans des opérations de soutien et de convoi dans la zone de combat, les Gleaves et Plunkett acceptent la reddition de la garnison italienne sur l'île d'Ustica le 5 août 1943. Ils débarquent alors des troupes d'occupation sur l'île. Il chasse un groupe de cinq Schnellboots ennemis qui tentent d'attaquer des navires dans le port de Palerme, en Sicile.
Alors que les préparatifs d'invasion battent leur plein, le Gleaves bombarde le continent italien. En septembre 1943, il aide à ouvrir la voie aux forces de débarquement de Salerne (Opération Avalanche). Il convoie ensuite des navires au nord de la ville portuaire.
Lorsque les forces aériennes et terrestres allemandes s'associent dans une tentative déterminée pour arrêter les débarquements à Anzio en janvier 1944, le Gleaves fournit un soutien d'artillerie décisif et une couverture antiaérienne. En mai, il recherche le sous-marin allemand U-616, lequel est détruit par d'autres navires du groupe ; les survivants du sous-marin coulé sont récupérés par le Gleaves le 17 mai.
Le Gleaves participe au débarquement de Provence en août 1944. Il escorte les Rangers, bombarde des installations côtières et fournit des écrans de fumée aux unités les plus lourdes de la flotte au large.

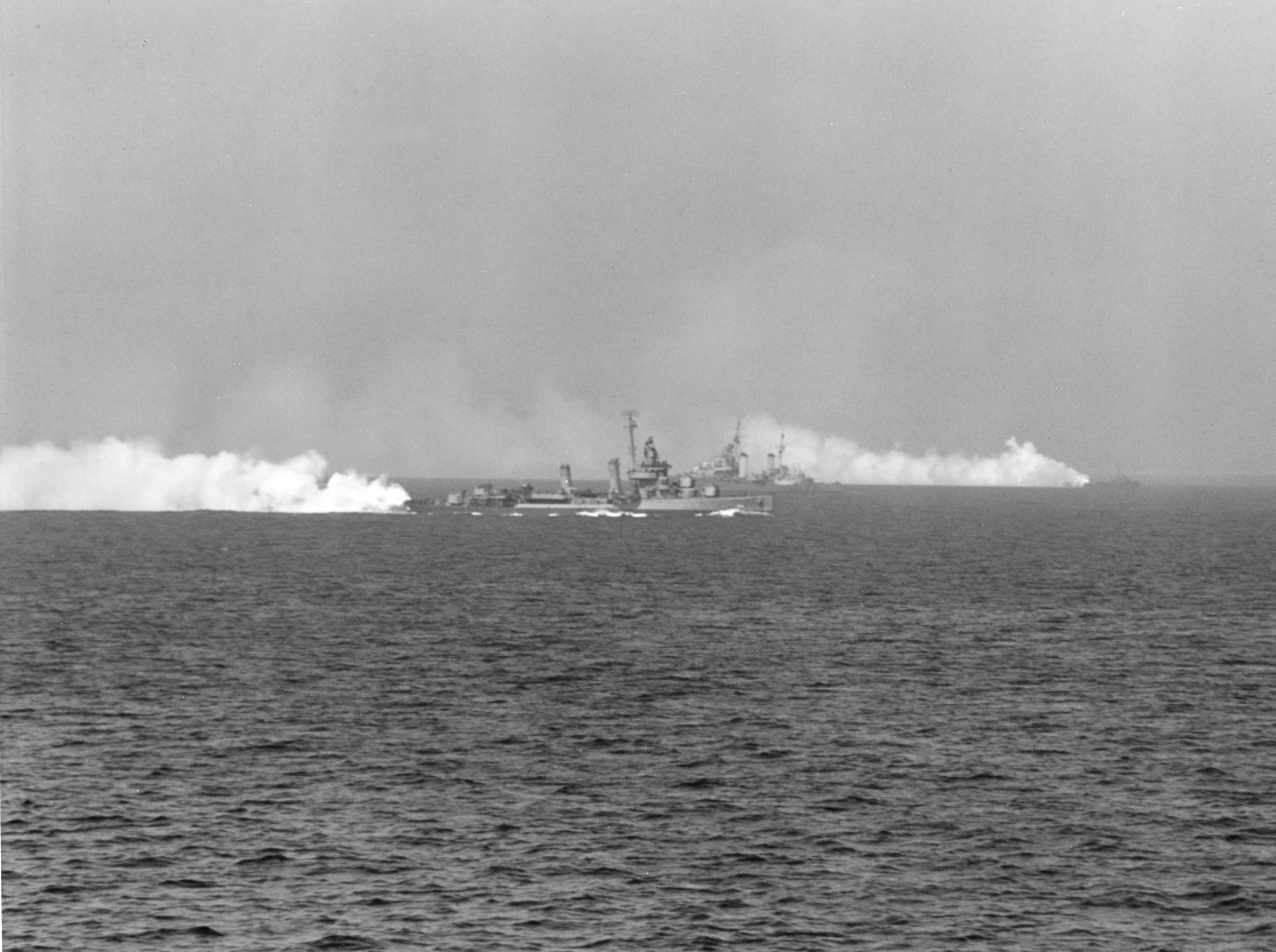
Le Gleaves produit un écran de fumée le 18 aout 1944 lors du débarquement de Provence. Le croiseur britannique est visible à l'arrière-plan.

Le 1er octobre, des pilotes de Piper Cub découvrent des MAS allemands dans le port de San Remo. Un bombardement déterminé face à de violents tirs en retour entraîne la destruction d'au moins trois de ces embarcations et d'installations de réparation des bateaux ainsi que d'autres installations autour du port. Le Gleaves détruit au moins un canon de 88 mm. Le lendemain, aidé par des avions de l'USS Brooklyn, il bombarde des établissements côtiers, des positions de batteries et des navires dans le port d'Oneille, touchant deux gros cargos ennemis, détruisant une batterie de défense côtière et une batterie antiaérienne près du port. Au cours de cette action, le Gleaves reçoit quelques-unes des rares cicatrices de bataille de sa carrière lorsqu'un obus de 88 mm touche le bord et que des éclats perforent sa coque.
Pendant la nuit, alors qu'il patrouille au large de San Remo, le radar du Gleaves repère trois navires ennemis se déplaçant le long de la côte. Sans aide, il traverse les champs de mines signalés, il réussit à en détruire un, obligeant les deux autres à s'abriter. Plus tard dans la nuit, ces deux navires sont de nouveau détectés en train de tenter d'atteindre San Remo. Encore une fois, le Gleaves attaque et cette fois détruit un deuxième navire du groupe et pousse le troisième à Gênes, probablement endommagé.
En retournant à sa station au large de San Remo, il est au combat pour la troisième fois cette nuit-là, car il est l'objet d'une attaque par au moins cinq canots explosifs suicides. L'application judicieuse de tirs d'armes à feu, de charges en profondeur et de manœuvres violentes à vitesse maximale lui permet de survivre à cette attaque sans dommage, laissant quatre des engins coulés dans son sillage. Le lendemain matin, de retour dans la zone, il capture le cinquième esquif intact, avec deux marins à bord. Il s'agit apparemment du premier engin de ce type capturé aux Allemands : il fournit des informations tactiques précieuses aux forces alliées dans la région.
En décembre 1944, le Gleaves est affecté comme navire de soutien à l'attaque près des positions alliées sur la frontière franco-italienne. Il exerce cette fonction jusqu'à son retour aux États-Unis en février 1945. Après une période de réparation à New York et des activités de formation dans les Caraïbes, il part le 30 juin 1945 de la baie de Guantánamo pour le Pacifique, arrivant à Pearl Harbor le 4 août. Malgré la fin de la Seconde Guerre mondiale, le Gleaves se dirige vers l'ouest avec les convois d'occupation sortants et participe à l'occupation de Nagasaki en septembre 1945. Il participe aux missions de sauvetage après le typhon qui balaie la mer des Philippines le 29 septembre 1945.

### Après la guerre
Tôt dans la soirée du 23 novembre 1945, le SS Adabelle Lykes, en route de Shanghai à San Francisco avec 2 000 hommes et femmes de service à bord, découvre un cas de variole à bord. Son approvisionnement en vaccin ne suffit pas à inoculer toutes les personnes. Un appel à l'aide est lancé aux forces navales de la région. Quatre destroyers sont dans le port d'Adak (Alaska), la base la plus proche de la position du Adabelle Lykes. L'un avait une mission déjà assignée, les autres subissent des réparations longtemps différées. Seul le Gleaves déclare qu'il pourrait avoir tout l'équipement vital prêt en trois heures. À 2 h 30 le 24 novembre, il quitte son poste d'amarrage et accélère son chemin à 23 nœuds.  À 13 h le 25 novembre, son radar détecte le SS Adabelle Lykes et à 14 h un câble est tendu entre les deux navires dans la mer agitée. Le vaccin et une réserve de pénicilline pour les hommes atteindts sont montés à bord.
Son service dans le Pacifique Nord prend fin, le Gleaves transporte 300 vétérans des îles Aléoutiennes à Seattle, dans le cadre de l'opération Magic Carpet, arrivant le 10 décembre 1945. Il vient à San Francisco et le 2 janvier 1946 part pour Charleston (Caroline du Sud), où il arrive le 18 janvier 1946. Le Gleaves est retiré le 8 mai 1946 et placé en réserve à Philadelphie. Il est transféré dans la flotte de réserve à Orange (Texas), où il reste jusqu'en 1967. Il est radié du registre naval le 1er novembre 1969, vendu le 29 juin 1972 et démoli pour la ferraille.

## Distinctions
- Le Gleaves a reçu cinq Battle stars[1].